# سلامة الخيوط
سلامة الخيوط (Thread safety) هو مفهوم يتم استخدامه في الحوسبة المتوازية، ويعني أن جزء معين من برنامج يمكن استدعائه بالتوازي دون أن يكون هناك تأثير سلبي على أي من الاستدعاءات. توفر نظم التشغيل تقنية مسماة بالخيوط، تسمح بتشغيل أجزاء من برنامج بالتوازي. في أحيان كثيرة يكون هناك ذاكرة مشتركة بين الخيوط لتبادل المعلومات فيما بينها. يجب تنظيم استخدامات هذه الذاكرة لتفادي الوصول لوضع فوضوي في الذاكرة يمنع بعض أجزاء البرنامج من أداء المهمات المنوطة بها. من الآليات المستخدمة لتحقيق ذلك: الأقفال واستبعاد التشارك والسيمافور.